# Марија Жежељ
Марија Жежељ (Нови Сад, 20. новембар 1999) српска је јутјуберка, влогерка, певачица и манекенка.

## Биографија
У родном граду похађала је Гимназију Јован Јовановић Змај коју је завршилаMusic awards ceremony 2018. године. Тренира одбојку дужи низ година, а пре тога се бавила џез балетом.
Први пут се у јавности појавила крајем 2014. године, када је направила свој Јутјуб канал. Њен Јутјуб канал је од отварања до данас стекао више од 400 хиљада пратилаца.
Средином септембра 2016. године, Марија је уз издавачку кућу „Вулкан” издала свој први роман — Мој слатки живот који говори о борби тринаестогодишње Нађе у свакодневном животу.
Крајем октобра 2016, Жежељ је у Италији проглашена за лице године на такмичењу лепоте The Look of the Year. За одлазак на такмичење спонзорисала ју је модна агенција Јелене Ивановић Model Scouting Office. Након победе добила је престижно модно признање TLY Beauty Award 2016.
Године 2017, она се први пут опробала у синхронизацији анимираног филма Мали шеф, у коме је позајмила глас једном од ликова.
Марија је средином 2017. објавила свој први сингл — Dance Like Nobody's Watching, у сарадњи са продукцијском кућом „Universal Music Serbia”. У новембру исте године објавила је нови сингл — Louder Than A Drum. Сингл Dance Like Nobody's Watching се крајем 2017. године нашао на 2. месту од 25. најгледанијих спотова извођача Universal Music у Србији.
На додели регионалних музичких награда Music awards ceremony која је одржана у Београду 29. јануара 2019. Марија је добила признање за најбољег новог певача у региону.

## Дискографија

### Синглови
- (2017)
- (2017)
- (2018)

## Романи
- Мој слатки живот (2016)